# Gustaf Bergström
John Laurentius Gustaf Adolf "Foten" Bergström, nacido el 4 de julio de 1884 en Gotemburgo y fallecido el 9 de febrero de 1938 en Gotemburgo, fue un futbolista amateur sueco (delantero) y atleta.
Bergström fue uno de los jugadores que participaron en el primer partido internacional de Suecia, contra Noruega en Gotemburgo, el 12 de julio de 1908. Posteriormente, fue seleccionado para el equipo de fútbol sueco en los Juegos Olímpicos de Londres 1908, donde jugó en ambos partidos de Suecia en el torneo.
Bergström, que durante su carrera en el club perteneció al Örgryte IS y ganó cinco campeonatos nacionales, jugó un total de 6 partidos internacionales entre 1908 y 1909, en los que anotó 1 gol.
Gustaf Bergström era hermano de los también jugadores de ÖIS y de la selección nacional Erik y Henrik, y del jugador de ÖIS Georg.

## Méritos

### Sociedad Deportiva Örgryte
- Campeón sueco (5): 1902, 1904, 1905, 1906, 1909

### Selección de fútbol de Suecia
- Seleccionado para los Juegos Olímpicos (1): 1908 (jugó en ambos partidos de Suecia)
- 6 partidos internacionales, 1 gol